# Драконопокоївка в домі Кобаяші-сан
«Драконопокоївка в домі Кобаяші-сан» (яп. 小林さんちのメイドラゴン, Кобаяші-сан Чі но Мейдорагон) — манґа манґаки під псевдонімом Кулкьошінджя. Виходить з травня 2013 року в журналі Monthly Action видавництва Futabasha. Аніме-адаптація манґи від студії Kyoto Animation виходила з січня по квітень 2017 року.

## Сюжет
Кобаяші — самотня офісна працівниця, яка щовечора «відзначає» закінчення робочих буднів в різних забігайлівках. Одного такого вечора Кобаяші зустрічає поранену дракониху на ім'я Тору, якій, надавши допомогу, на п'яну голову пропонує залишитися жити у неї. Радісна Тору погоджується і вирішує стати покоївкою, щоб відплатити Кобаяші за свій порятунок, проте сама вона мало що знає про світ людей, тому творить багато дурниць. Слідом за нею прибуває Канна, яка спочатку бажала просто повернути бунтівну дракониху назад, але від безсилля залишилася разом з нею, та й на додачу інші їхні друзі та знайомі дракони також прибувають в наш світ і намагаються ужитися в ньому за їхнім прикладом.

## Персонажі

### Дракони
- Тору (яп. トール, То:ру) / Тору Кобаяші (яп. 小林トール, Кобаяші То:ру) — дракон з паралельного світу, член фракції «Хаосу» — фракції драконів, які воюють з богами. В одній з битв була поранена величезним божественним мечем і втекла на Землю, щоб не бути схопленою. У людському світі дракона рятує Кобаяші, після чого Тору закохується в неї і починає жити з нею як покоївкою. Всіляко опікується про Кобаяші, хоча такі речі, як спроби Тору нагодувати Кобаяші власним хвостом, викликають у тієї роздратування. Тору володіє різною потужної магією, здатна дихати вогнем, змінювати свій вигляд на дракона або людський, а також накладати прокляття на людей. Зазвичай вона зберігає свої роги при перетворенні в людину і іноді зберігає свій хвіст. Через одяг покоївки її зазвичай приймають за косплеєра. В іншому світі більшість знайомих вважають Тору вбитою, і лише мало хто знає, що вона жива.

Сейю: Кувахара Юкі.
- Канна Камуй (яп. カンナカムイ) / Канна Кобаяші (яп. 小林 カンナ, Кобаяші Канна) — дівчинка-дракон, заслана в людський світ за те, що занадто багато хуліганила. У людському світі спочатку хотіла повернути Тору назад, але в підсумку залишилася жити з нею і Кобаяші. На відміну від Тору, в людському світі відчуває проблеми з отриманням мани, а тому серйозної магії використовувати не може. В людській подобі вона виглядає як маленька дівчинка. Відвідує початкову школу Обородзука як учениця третього класу з прізвищем Кобаяші. Дуже прив'язується до Кобаяші, відноситься до неї як до матері, Тору ж вважає своєю старшою сестрою. Її вигляд натхненний культурою айнів. Вона носить перовидні роги і тонкий хвіст, що закінчується «кулькою», за допомогою якого здатна заповнювати свою витрачену магічну енергію електрикою через звичайну побутову розетку.

Сейю: Наґанава Марія.
- Ельма (яп. エルマ, Ерума) / Ельма Джьой (яп. 上井 エルマ, Джьо:й Ерума) — водний дракон, що належить фракції «Рівновага», яка конкурує з фракцією «Хаосу», до якої належить Тору. Володіє тризубом. Застрягає в світі людей і починає працювати в офісі разом з Кобаяші. Сильна, старанна і відповідальна, але в той же час наївна і нерішуча. Через свою низьку плату ніколи не відмовиться від запропонованої їжі поїсти (особливо від солодощів). В людській формі виглядає як молода дівчина з фіолетовим волоссям і рогом. Вона використовує ім'я Ельма Джьой, перебуваючи на робочому місці в офісі, одягається в офісний одяг і одягає окуляри, ріг ховає.

Сейю: Такада Юкі.
- Кетцалькоатль (яп. ケツァルコアトル, Кецарукоатору) / Люка (яп. ルコア, Рукоа) — богиня-дракон, ще одна подруга Тору. Багато століть тому втратила свій божественний статус через те, що напилася і влаштувала великий скандал за участю своєї молодшої сестри. Її часто називають Люка (мабуть, тому що це легше вимовити). Тору сприймає її як джерело мудрості, але іноді випадково посилається на події з минулого Кетцалькоатль, змушуючи ту червоніти. Залишається жити з Сьотою після того, як перервала його заклинання виклику, щоб він не викликав небезпечного демона. Тому Сьота помилково вважає, що вона сукуб. В людській подобі Люка виглядає як висока, симпатична дівчина з гетерохромією. Вона часто стає занадто лагідною і пристає до Шьоти, сильно бентежачи його цим. Схожа на Кетцалькоатль з оригінальної міфології.

Сейю: Такахаші Мінамі.
- Фафнір (яп. ファフニール, Фафуні:ру) / Такеші Ояма (яп. 大山 猛, О:яма Такеші) — давній друг Тору, дракон з сильною недовірою до людей. Спочатку ставить під сумнів багато дій і ідеали Тору. Він має деяку схожість з особливостями його тезки, наприклад, холодна і зневажлива поведінка. В людській подобі він виглядає як витончена молода людина в окулярах з довгим чорним волоссям і червоними очима. Після спроб Тору знайти йому місце для проживання, Фафнір (під ім'ям Такеші Ояма) в кінцевому підсумку починає жити з Макото і також стає отаку під впливом останнього.

Сейю : Оно Дайсуке.
- Іруру (яп. イルル) — дракон фракції «Хаосу». Націлюється на Тору через її відносини з людиною, намагаючись знищити в процесі місто. Всіляко намагалася перешкодити близькості Кобаяші і Тору, але після того, як ті рятують її від дракона фракції «Порядку», вона змінює своє ставлення і починає жити з ними. В людській подобі виглядає як невисока дівчина з великими грудьми. Її психічний розвиток ослаб через нав'язування їй іншими драконами фракції «Хаосу» різних переконань. Коли вона була молодшою, їй подобалося грати з людськими дітьми. Тому вирішує зайнятися роботою в кондитерській, щоб бачити дітей щасливими.
- Імператор Смерті (яп. 終焉帝, Шю:ентей) — батько Тору. Не схвалює близькість Тору і Кобаяші, тому, що вважає, що представники фракції драконів «Хаосу» не повинні втручатися в життя жителів Землі. Намагався забрати дочку додому зі світу людей, але вирішує залишити її після того, як Кобаяші спробувала захистити Тору, незважаючи на смертельну небезпеку. Залишає Кобаяші в живих, тому, що він не хоче злити Тору, яку нині вважає набагато сильнішою за себе.

Сейю: Суґо Такаюкі.

### Люди
- Кобаяші (яп. 小林) — 25-річна звичайна офісна працівниця і програміст. За вдачею досить добросердна і любить покоївок. Також любить випити після роботи. Одного разу, трохи перебравши, проїжджає свою зупинку і відправляється в гори, де випадково натикається на поранену Тору. На подив останньої практично з легкістю виймає з тіла дракона значних розмірів божественний меч і пропонує їй жити у неї як покоївкою. У неї, як правило, урівноважений і байдужий характер, але коли мова заходить про покоївок, стає палкою. В алкогольному сп'янінні агресивна і без зупинки читає настанови для покоївок. До своєї роботи не має особливого інтересу, але, на відміну від інших, чудово справляється з великим об'ємом роботи. Її мучать болі в попереку.

Сейю: Тамура Муцумі.
- Макото Такія (яп. 滝谷 真, Такія Макото) — колега і друг Кобаяші, з яким вона іноді ходить випити після роботи. Спочатку сприймався Тору як суперник за прихильність Кобаяші, але насправді він просто отаку, який думає про Кобаяші як про «одного з хлопців» і любить розмовляти з нею про покоївок. Кобаяші допомагає йому на Комікеті щороку. Дозволив Фафніру жити у нього, поки той залишається в світі людей.

Сейю: Накамура Юічі.
- Ріко Сайкава (яп. 才川 リコ, Сайкава Ріко) — учениця Початкової школи Обородзуки. Однокласниця Канни. Дівчинка з багатої сім'ї. Досить зарозуміла, в класі робить з себе «королеву». Накинулася на «переведену з іншої школи» Канну, але та, зобразивши плач, змусила Ріко вибачитися. В цілому добра дівчинка. Майже відразу піддалася чарівності Канни.

Сейю: Емірі Като.
- Джорджі Сайкава (яп. 才川 ジョージー, Сайкава Джьо:джі:) — старша сестра Ріко, у якої хобі прикидатися покоївкою. Таким чином, вона відмінно ладнає з Кобаяші.

Сейю: Ґото Юко.
- Шьота Магацучі (яп. 真ヶ土 翔太, Магацучі Шьо:та) — хлопчик, народжений в сім'ї магів. Хоч магія і не особливо популярна в даний час, щоб довести батькам, що він — справжній маг, Сьота проводить ритуал виклику демона, але замість породження пекла з порталу з'являється Кетцалькоатль. Він переконаний, що Люка суккуб. Навчається в п'ятому класі школи Обородзуки, а його батько — директор компанії Кобаяші.

Сейю: Ішіхара Каорі.

## Медіа

### Манґа
Манґака під псевдонімом Кулкьошінджя почав публікацію манґи в першому випуску журналу Monthly Action видавництва Futabasha 25 травня 2013 року. Seven Seas Entertainment придбала ліцензію на випуск манги в Північній Америці; перший том англійською мовою вийшов в жовтні 2016 року. Спін-оф манґа Міцухіро Кімури Miss Kobayashi's Dragon Maid: Kanna's Daily Life (яп. 小林さんちのメイドラゴン カンナの日常, Кобаясі-сан Ті но Мейдорагон: Канна но Нітідзьо:, «Драконопокоївка пані Кобаяші: Щоденне життя Канни») виходить в журналі Monthly Action з 24 грудня 2016 року. Ще одна спін-оф манґа Аямі Кадзами Miss Kobayashi's Dragon Maid: Elma's Office Lady Diary (яп. 小林さんちのメイドラゴン エルマのOL日記, Кобаясі-сан Ті но Мейдорагон: Ерума OL (о:еру) Ніккі, «Драконопокоївка пані Кобаяші: Офісні дні Ельми») виходить в журналі Monthly Action з 25 серпня 2017 року. Ліцензія на випуск обох спін-офів також належить Seven Seas Entertainment.
У липні 2024 року видавництво «Видавництво» анонсувало, що випустить серію манґи українською мовою.

### Аніме
| Сезон | Сезон                          | Серій    | Дати показу        | Дати показу          |
| Сезон | Сезон                          | Серій    | Прем'єра           | Фінал                |
| ----- | ------------------------------ | -------- | ------------------ | -------------------- |
|       | Miss Kobayashi's Dragon Maid   | 13 + OVA | 11 січня 2017 року | 5 квітня 2017 року   |
|       | Miss Kobayashi's Dragon Maid 2 | 12 + OVA | 7 липня 2021 року  | 22 вересня 2021 року |

У четвертому томі манґи була анонсована однойменна аніме-адаптація. Серіал створювався Ясухіро Такемото на студії Kyoto Animation. За сценарій відповідала Юка Ямада, а дизайн персонажів представила Міку Кадовакі. Нобуакі Марукі займав посаду головного режисера анімації, музику для аніме написала Масумі Іто. Серіал транслювався з 11 січня по 6 квітня 2017 року. Трансляцією серіалу з субтитрами займається компанія Crunchyroll, а компанія Funimation англійським дубляжем. Аніме також доступне до перегляду російською мовою через російську версію сайту дистриб'ютора. 14-й OVA-епізод був випущений в комплекті з 7-м томом Blu-ray / DVD 20 вересня 2017 року. Madman Entertainment надала реліз від Funimation для перегляду в Австралії і Новій Зеландії. 2-й сезон аніме був анонсований в 8 томі манґи на початку 2019 року, проте його статус невідомий в зв'язку зі смертю режисера Ясухіро Такемото при підпалі студії 18 липня 2019 року.

## Сприйняття
Станом на лютий 2018 року в друк було пущено 1,2 мільйона копій манґи.